# Emoia laobaoense
Emoia laobaoense este o specie de șopârle din genul Emoia, familia Scincidae, descrisă de Bourret 1937.
Este endemică în Vietnam. Conform Catalogue of Life specia Emoia laobaoense nu are subspecii cunoscute.